# ルーブル彫刻美術館
ルーブル彫刻美術館（ルーブルちょうこくびじゅつかん）は、三重県津市白山町佐田にある美術館。寶珠山大観音寺の境内にある。ルーブル美術館から公式に許可を得て運営している。

## 概要
先代館長で現館長の父である竹川勇次郎が私財を投じ建設した、ルーブル美術館の世界唯一の姉妹館である。「姉妹館」であって「分館」ではないため、ルーブル美術館の公式サイトには掲載されていない。勇次郎がルーブル美術館の作品に感銘を受け、フランスのルーブル美術館に何度も足を運び交渉し、17回目の渡仏でようやく美術館に了承を得たもの。建物は黒川紀章が設計したもので、1987年（昭和62年）に開館した。開館時にはルーブル美術館館長が訪れ、年間10万人の来館者があった。
館内の展示作品はパリ・ルーブル美術館美術部の技術陣が作製した復刻作品を展示している。サモトラケのニケやミロのヴィーナス、ツタンカーメンのマスクをはじめとして、日本に居ながらにして彫刻作品を楽しむことができる。また館内作品を撮影することが許可されている。常設展示作品はルーブル美術館のほか大英博物館やメトロポリタン美術館など欧米の有名美術館のものもある。

## 交通アクセス
- 近鉄大阪線「榊原温泉口駅」より徒歩約5分。駅からは屋外展示のミロのヴィーナス像を見ることができる[4]。